# Malaʻe (Alo)
Malaʻe ist ein Dorf und Hauptstadt des Königreichs Alo, welches als Teil des französischen Überseegebiets Wallis und Futuna zu Frankreich gehört.

## Lage
Malaʻe befindet sich an der Südküste der Insel Futuna, die mit Alofi die Horn-Inseln bildet. Somit liegt das Dorf im stärker besiedelten Süden des Königreichs Alo. Im Dorf gibt es eine Tankstelle sowie die Chapelle de Malaʻe als Kirchengebäude. Östlich von Malaʻe befinden sich eine katholische Missionsstätte und das Nachbardorf Ono. Im Westen liegt Taoa.

## Bevölkerung
Seit 2003 fällt die Bevölkerung von 238 Menschen auf 224 im Jahr 2008 und weiter auf 155 Einwohner (Stand 1. Januar 2023). Die Bevölkerung nimmt überall in Wallis und Futuna ab. Ein Großteil der Bevölkerung wandert nach Neukaledonien aus.